# Таміка довгохвоста
Та́міка довгохвоста (Cisticola angusticauda) — вид горобцеподібних птахів родини тамікових (Cisticolidae). Мешкає в Східній і Центральній Африці.

## Поширення і екологія
Довгохвості таміки живуть в сухих саванах Кенії, Танзанії, Руанди, Уганди, Замбії і Демократичної Республіки Конго.